# Alnwick
Pour les articles homonymes, voir Alnwick (homonymie).
Alnwick (à prononcer [ˈænɪk]) est une petite ville marchande (market town) du nord du Northumberland, au nord-est de l'Angleterre. Elle était le centre administratif du district d'Alnwick (en) jusqu'en 2009 et avait en 2001 une population de 7 100 habitants. Son histoire remonte au Moyen Âge et l'on peut notamment voir encore de nos jours le château d'Alnwick, ainsi que le White Swan Hotel.

## Histoire
Le château d'Alnwick, résidence des Percy depuis Édouard III a servi de lieu de tournage pour les films de Harry Potter (Poudlard).
Le roi d'Écosse Malcolm III y fut assassiné par un soldat en 1093.

## Espaces verts
Juste à côté de ce château, se trouve le Alnwick Garden.

## Jumelages
| Ville | Ville           | Pays | Pays      |
| ----- | --------------- | ---- | --------- |
|       | Bryne           |      | Norvège   |
|       | Lagny-sur-Marne |      | France    |
|       | Voerde          |      | Allemagne |

## Sports
- Championnats d'Europe de cross-country 1994
- Championnats d'Europe de cross-country 1995